# Poron
Poron SA, anciennement Établissements Poron, de Troyes, était une entreprise française de bonneterie et de machines à tricoter fondée en 1816.

## Histoire

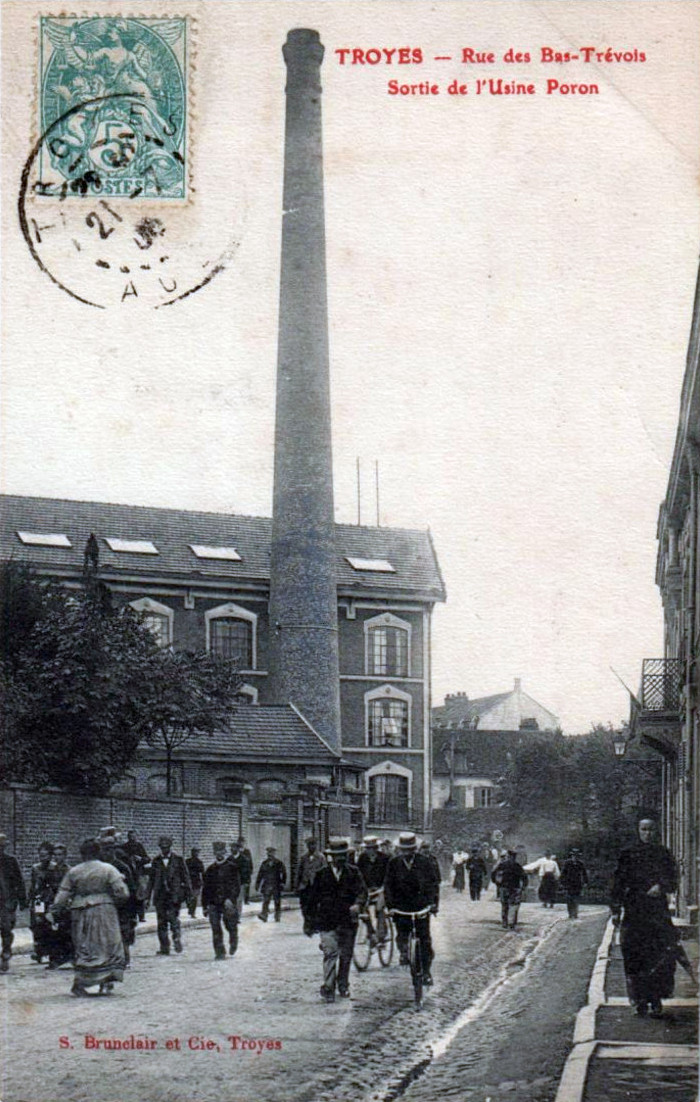
Sortie de l'usine Poron, rue des Bas-Trévois à Troyes.

L'entreprise est fondée par Jean-Baptiste Poron en 1816. En 1852, ses fils, Amand et Charles, créent la société Poron Frères pour le négoce en gros et la fabrication, principalement sur métiers circulaires. Importateurs et constructeurs de machines, les Poron contribuent à la modernisation du secteur textile troyen. En 1862, les Poron achètent la licence de construction du métier Paget. Sa fabrication assure le développement de l'entreprise.
Poron frères obtient une médaille d'or à l'exposition universelle de 1867 et à l'exposition universelle de 1878.
En 1878, la raison sociale devient « Poron frères, fils et Mortier » puis, en 1898, « Établissements Poron ».
Poron a fabriqué une automobile en 1898. C'était un « motocycle » à moteur arrière à deux cylindres opposés avec entraînement par friction et direction par barre franche,. 
En mars 1911, un incendie détruit une partie de la teinturerie.
Après la Seconde Guerre mondiale, la société produit essentiellement des chaussettes, des sous-vêtements et des maillots de bain. Après le rachat de l'entreprise Herbin en 1965, elle récupère les marques Kangourou, Erby, Trimail, St Hubert. Elle poursuit la fabrication du slip Kangourou jusqu'en 1968. Le développement de la marque Absorba (vêtements pour enfants), achetée en 1965, incite l'entreprise à céder en 1972 ses ateliers de confection d'articles pour adultes.
En 1976, Poron est le premier fabricant européen de vêtements et sous-vêtements pour enfants.
La marque Absorba est rachetée par le groupe Zannier en 1991.

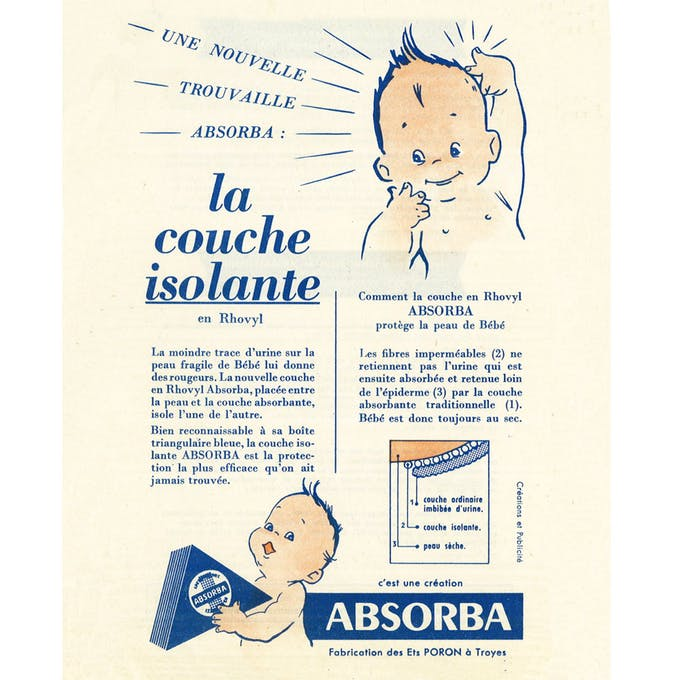
Publicité des années 1950.

Le siège social de Poron était situé au 33 avenue des Martyrs-de-la-Résistance, tandis que la bonneterie Poron était située rue Suchetet à Vendeuvre-sur-Barse.